# Claude Netter
Claude Netter (23. října 1924 Paříž, Francie – 13. června 2007 Neuilly-sur-Seine) byl francouzský sportovní šermíř, který se specializoval na šerm fleretem.
Francii reprezentoval v padesátých letech. Na olympijských hrách startoval v roce 1952 a 1956 v soutěži jednotlivců a družstev. V roce 1959 obsadil druhé místo na mistrovství světa v soutěži jednotlivců. S francouzským družstvem fleretistů vybojoval na olympijských hrách 1952 zlatou olympijskou medaili a na olympijských hrách 1956 stříbrnou olympijskou medaili. V roce 1951, 1953 a 1958 vybojoval s družstvem titul mistrů světa.